# BC Geosan Kolín
BC Geosan Kolín (celým názvem: Basketball Club Geosan Kolín) je český basketbalový klub, který sídlí v Kolíně ve Středočeském kraji. Počátky týmu sahají do roku 1940, kdy byl klub založen jako součást kolínského Sokola. Svůj současný název nese od roku 2014. Od sezóny 2007/08 působí v české nejvyšší basketbalové soutěži, známé pod sponzorským názvem Kooperativa NBL. Klubové barvy jsou námořnická modř, světle modrá a bílá.
Své domácí zápasy odehrává v hale Spojů s kapacitou 610 diváků.

## Historické názvy
Zdroj:
- 1940 – Sokol Kolín
- 199? – BC Kolín (Basketball Club Kolín)
- 2009 – BC UNIKOL Kolín (Basketball Club UNIKOL Kolín)
- 2013 – BC Farfallino Kolín (Basketball Club Farfallino Kolín)
- 2014 – BC Geosan Kolín (Basketball Club Geosan Kolín)

## Soupiska sezóny 2018/2019 (muži)
Zdroj:
| Číslo | Stát       | Hráč               | Ročník | Výška  | Příchod z                          |
| 1     | Česko      | Adam Číž           | 1991   | 192 cm | NH Ostrava                         |
| 5     | Česko      | Vojtěch Bratčenkov | 1991   | 200 cm | NH Ostrava                         |
|       | USA        | Alex Thompson      |        | 203 cm | Samford Bulldogs (USA, univerzita) |
| 7     | Česko      | Michal Vocetka     | 1987   | 199 cm | USK Praha                          |
| 8     | Černá Hora | Bojan Bakić        | 1983   | 195 cm | KK Metalac Valjevo (Srbsko)        |
| 11    | Česko      | David Machač       | 1980   | 205 cm | BC Brno                            |
| 14    | USA        | AJ Walton          | 1990   | 185 cm | AZS Koszalin (Polsko)              |
| 15    | Černá Hora | Miloš Pajović      | 1994   | 206 cm | KK Lovćen (Černá Hora)             |
| 16    | Česko      | Jiří Šoula         | 1995   | 188 cm | BK Lions Jindřichův Hradec         |
| 94    | Česko      | Petr Šafarčík      | 1994   | 193 cm | USK Praha                          |

## Umístění v jednotlivých sezonách

### Umístění mužů
Stručný přehled
Zdroj:
- 1945–1951: Státní liga (1. ligová úroveň v Československu)
- 2003–2007: 2. liga (2. ligová úroveň v České republice)
- 2007– : Národní basketbalová liga (1. ligová úroveň v České republice)

Jednotlivé ročníky
Zdroj:
Legenda: ZČ – základní část, červené podbarvení – sestup, zelené podbarvení – postup, fialové podbarvení – reorganizace, změna skupiny či soutěže
| Československo (1945 – 1993) |                           |           |           |                                     |              |
| Sezóny                       | Soutěž                    | Úroveň    | ZČ        | Play-off, nadstavba, sk. o udržení… | Poznámky     |
| 1945/46                      | Státní liga               | 1. úroveň | 7. místo  |                                     |              |
| 1946/47                      | Státní liga               | 1. úroveň | 7. místo  |                                     |              |
| 1947/48                      | Státní liga               | 1. úroveň | 3. místo  |                                     |              |
| 1948/49                      | Státní liga               | 1. úroveň | 5. místo  |                                     |              |
| 1949/50                      | Státní liga               | 1. úroveň | 6. místo  |                                     |              |
| 1950/51                      | Státní liga               | 1. úroveň | 8. místo  |                                     | Reorganizace |
| …                            |                           |           |           |                                     |              |
| Česko (1993 – )              |                           |           |           |                                     |              |
| Sezóny                       | Soutěž                    | Úroveň    | ZČ        | Play-off, nadstavba, sk. o udržení… | Poznámky     |
| …                            |                           |           |           |                                     |              |
| 2003/04                      | 2. liga                   | 2. úroveň | 2. místo  | Finále                              |              |
| 2004/05                      | 2. liga                   | 2. úroveň | 3. místo  | Semifinále                          |              |
| 2005/06                      | 2. liga                   | 2. úroveň | 10. místo | Skupina o udržení (2. místo)        |              |
| 2006/07                      | 2. liga                   | 2. úroveň | 2. místo  | Vítěz                               | Postup       |
| 2007/08                      | Národní basketbalová liga | 1. úroveň | 11. místo |                                     |              |
| 2008/09                      | Národní basketbalová liga | 1. úroveň | 10. místo |                                     |              |
| 2009/10                      | Národní basketbalová liga | 1. úroveň | 8. místo  | Čtvrtfinále                         |              |
| 2010/11                      | Národní basketbalová liga | 1. úroveň | 8. místo  | Předkolo                            |              |
| 2011/12                      | Národní basketbalová liga | 1. úroveň | 5. místo  | Semifinále                          |              |
| 2012/13                      | Národní basketbalová liga | 1. úroveň | 5. místo  | Čtvrtfinále                         |              |
| 2013/14                      | Národní basketbalová liga | 1. úroveň | 7. místo  | Čtvrtfinále                         |              |
| 2014/15                      | Národní basketbalová liga | 1. úroveň | 10. místo |                                     |              |
| 2015/16                      | Národní basketbalová liga | 1. úroveň | 6. místo  | Čtvrtfinále                         |              |
| 2016/17                      | Národní basketbalová liga | 1. úroveň | 6. místo  | Čtvrtfinále                         |              |
| 2017/18                      | Národní basketbalová liga | 1. úroveň | 8. místo  | Čtvrtfinále                         |              |
| 2018/19                      | Národní basketbalová liga | 1. úroveň | 10. místo | Předkolo                            |              |
| 2019/20                      | Národní basketbalová liga | 1. úroveň | 11. místo |                                     |              |
| 2020/21                      | Národní basketbalová liga | 1. úroveň | 3. místo  | o 3. místo                          |              |

### Umístění žen
Stručný přehled
Zdroj:
- 1945–1947: Státní liga (1. ligová úroveň v Československu)
- 2003–2004: 3. liga – sk. B (3. ligová úroveň v České republice)
- 2004–2005: 2. liga (2. ligová úroveň v České republice)
- 2005–2006: 3. liga – sk. B (3. ligová úroveň v České republice)
- 2006–2007: 2. liga (2. ligová úroveň v České republice)
- 2015–2017: Středočeský krajský přebor (4. ligová úroveň v České republice)
- 2017– : Středočeská liga (4. ligová úroveň v České republice)

Jednotlivé ročníky
Zdroj:
Legenda: ZČ – základní část, červené podbarvení – sestup, zelené podbarvení – postup, fialové podbarvení – reorganizace, změna skupiny či soutěže
| Československo (1945 – 1993) |                            |           |           |                                     |                      |
| Sezóny                       | Soutěž                     | Úroveň    | ZČ        | Play-off, nadstavba, sk. o udržení… | Poznámky             |
| 1945/46                      | Státní liga                | 1. úroveň | 2. místo  |                                     |                      |
| 1946/47                      | Státní liga                | 1. úroveň | 2. místo  |                                     |                      |
| …                            |                            |           |           |                                     |                      |
| Česko (1993 – )              |                            |           |           |                                     |                      |
| Sezóny                       | Soutěž                     | Úroveň    | ZČ        | Play-off, nadstavba, sk. o udržení… | Poznámky             |
| …                            |                            |           |           |                                     |                      |
| 2003/04                      | 3. liga – sk. B            | 2. úroveň | 1. místo  |                                     | Postup               |
| 2004/05                      | 2. liga                    | 2. úroveň | 10. místo |                                     | Sestup               |
| 2005/06                      | 3. liga – sk. B            | 2. úroveň | 1. místo  |                                     | Postup               |
| 2006/07                      | 2. liga                    | 2. úroveň | 9. místo  |                                     | Odhlášení ze soutěže |
| …                            |                            |           |           |                                     |                      |
| 2015/16                      | Středočeský krajský přebor | 4. úroveň | 13. místo |                                     |                      |
| 2016/17                      | Středočeský krajský přebor | 4. úroveň | 11. místo |                                     | Reorganizace         |
| 2017/18                      | Středočeská liga           | 4. úroveň | 7. místo  |                                     |                      |
| 2018/19                      | Středočeská liga           | 4. úroveň | 5. místo  |                                     |                      |
| 2019/20                      | Středočeská liga           | 4. úroveň |           |                                     |                      |